# Enzyme phiên mã ngược

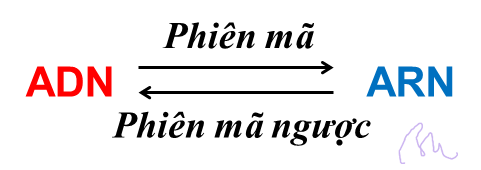
Hình 1: Phiên mã (DNA - RNA) và phiên mã ngược (RNA - DNA).

- Phiên mã ngược là quá trình tổng hợp chuỗi đơn DNA từ khuôn mẫu RNA thông tin.[1], [2], [3]
- Quá trình phiên mã ngược nói trên chỉ thực hiện được nhờ một loại enzyme đặc trưng gọi là enzyme phiên mã ngược.
- Trong hình 1:
  - Quá trình mà DNA tạo ra RNA gọi là phiên mã, được xúc tác bởi enzyme phiên mã RNA polymerase.
  - Còn quá trình ngược lại mà RNA tạo ra DNA gọi là phiên mã ngược, được xúc tác bởi enzyme phiên mã ngược (reverse transcriptase, viết tắt: RT).
- Bởi vì quá trình này tổng hợp nên DNA, nên enzyme này có chức năng tương tự enzyme DNA-polymeraza trong nhân đôi DNA bình thường; nhưng nó lại dựa vào khuôn mẫu là RNA, nên tên đầy đủ của nó trong các giáo trình Sinh hoá học hoặc Di truyền học phân tử gọi là DNA-polymerase phụ thuộc RNA (RNA-dependent DNA polymerase) hoặc DNA-polymerase tạo bởi RNA (RNA-directed DNA polymerase).[4]

## Cơ chế hoạt động

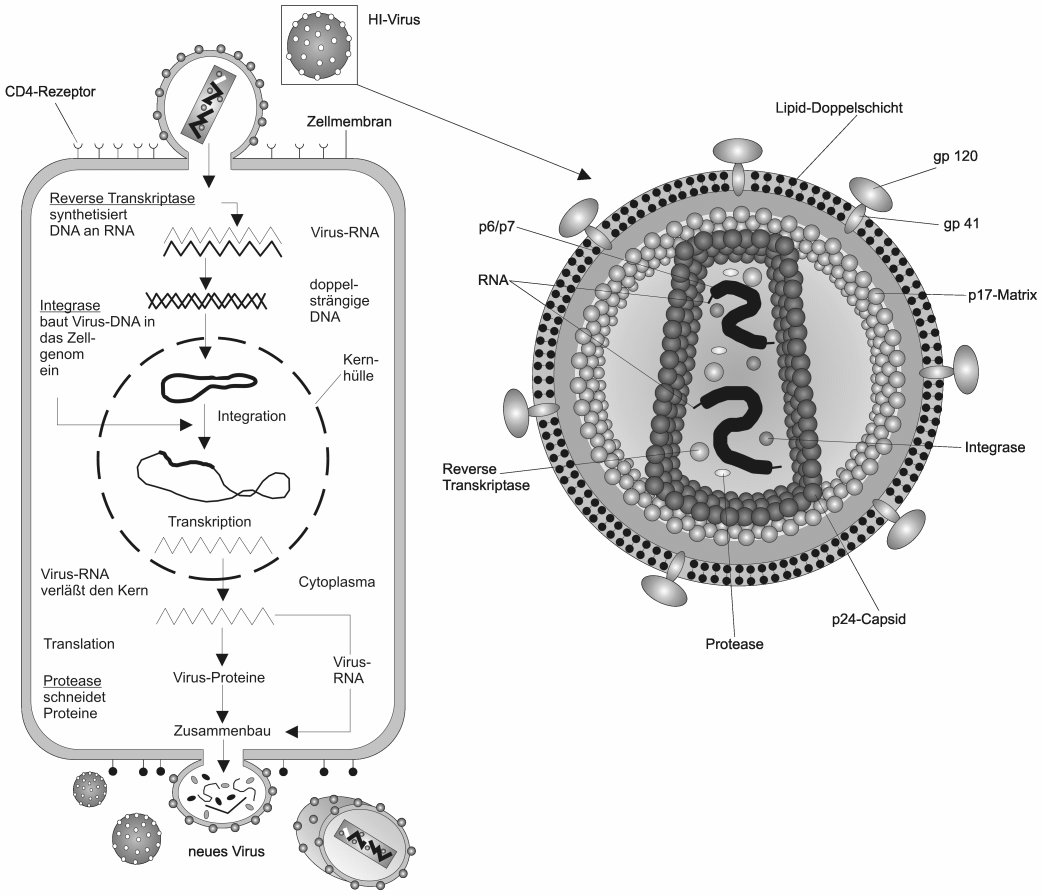
Hình 3: HIV nhiễm vào tế bào của người.

### Ở nhân thực

Hình 3: Sơ đồ mô tả hoạt động RT của virut.